# 马利画材
马利画材，全称上海马利画材股份有限公司，是一家总部位于中国上海的西洋画材品牌。前称上海马利工艺厂，1919年由当时任职于商务印书馆的谢锦堂和画家张聿光等10人共同创立。该厂生产出中国第一支水彩颜料、油画颜料和丙烯颜料。